# Testo unico
Im italienischen Recht bezeichnet ein testo unico (kurz: T.U.) eine Sammlung von Rechtsnormen, die ein bestimmtes Rechtsgebiet regeln. In offiziellen Südtiroler Dokumenten wird die deutsche Übersetzung Einheitstext verwendet. Bis 1988 wurden Einheitstexte per Dekret des Präsidenten der Republik verabschiedet, seit der Verkündung des Gesetzes Nr. 400 desselben Jahres durch gesetzesvertretende Dekrete.

## Beschreibung
Eine solche Sammlung von Rechtsnormen zu einem bestimmten Rechtsgebiet ersetzt und ordnet eine bestimmte Menge von Gesetzen, die sich aneinandergereiht inhaltlich überschnitten hätten (z. B. Folgegesetze, die Vorgängerversionen modifizieren oder Gesetze, die neue Normen einführen). Durch die Zusammenführung in einen Einheitstext wird dem Interpretierenden somit die Anwendung vereinfacht.
Der Einheitstext hat zusammenfassenden Charakter. Die Bezeichnung „Einheitstext“ weist bereits darauf hin, weil er verschiedene Rechtsnormen in einem Text vereint. Sein praktischer Wert liegt darin, dass er in einem einzigen Text die gesamte Regulierung einer Materie bündelt, die ansonsten im gesamten Rechtssystem gestreut wäre, und somit dem Nutzer hilft, Fehler zu vermeiden. Er wird daher oft fälschlicherweise als Codice bezeichnet.
Die Gesetzeskraft leitet sich nicht vom Einheitstext selbst ab, sondern von den in ihm gebündelten Rechtsnormen. Eventuelle Ungenauigkeiten des Einheitstextes haben daher keine Auswirkung auf geltende Gesetze.
Das italienische Verfassungsgericht entschied mit dem Urteil Nr. 54 vom 10. April 1957, dass der aufgrund übertragener Gesetzgebungsbefugnis erstellte Einheitstext ein vollwertiges gesetzesvertretendes Dekret ist.